# Realms of Arkania: Star Trail
Proprietární Realms of Arkania: Star Trail (německy Das Schwarze Auge: Sternenschweif ve významu Říše arkanská, resp. Černé oko: Ohon vlasatice) od německých Attic Entertainment Software patří mezi videohry žánru hra na hrdiny typu dungeon. Je založená na deskové hře Das Schwarze Auge, byla napsaná pro platformu PC (MS-DOS) a určená pro jednoho hráče. Spolu se svým předchůdcem nazvaným Realms of Arkania: Blade of Destiny (1993) a pokračováním jménem Realms of Arkania: Shadows over Riva (1997) tvoří Northlandskou trilogii. Německé vydání Ohonu vlasatice spatřilo světlo světa v září 1994, následující měsíc vyšla péčí americko-kanadské společnosti Sir-Tech její anglickojazyčná verze.
Svého znovuuvedení se titul dočkal počátkem roku 2014, tehdy na platformě Steam, pro operační systémy Microsoft Windows, macOS i GNU/Linux.

## Příběh a provedení
Na počátku je hráč se svou družinou ve městě Kvirasim najat elfským vyslancem. Bere na sebe úkol vypátrat legendární Mločí kámen (Salamander Stone), artefakt umožňující vytvoření elfsko-trpaslické vojenské aliance v boji proti společnému nepříteli – orkům. Ti si po neúspěšném pokusu o invazi na Thorwal brousí zuby na další území, a jen dávno zapomenuté spojenectví elfů a trpaslíků tuto hrozbu může zažehnat. Současně s plněním hlavního úkolu hráč hledá ztracenou vrhací sekeru Ohon vlasatice z chrámu boha zlodějů.
Na rozdíl od předchozího dílu je hra komplexnější, s vpravdě hutnější atmosférou. Z technického hlediska přišla s 3D enginem pro volný pohyb ve stylu first-person ([fɜː(r)st ˈpɜː(r)sən]; česky z vlastního pohledu), aniž by zmizela podpora konzervativnějšího krokového pohybu. Vylepšení doznala automapa – lze do ní vepisovat poznámky a přidávat inventář. Hra je nabitá pěknými kreslenými animacemi.
K disketové verzi přibyl placený obsah (speech pack addon) s animacemi, doprovázenými mluveným slovem. O něco později byla vydána CD-ROM verze, obsahující kompletně namluvené animované sekvence a vylepšenou grafiku. V anglické mutaci však CD verze vyšla s původními skladbami v MIDI formátu; kvalitnějších audio CD stop hudebního playbacku se dočkali jen vlastníci německé mutace.

## Kritika
| Udělil        | Skóre  |
| ------------- | ------ |
| CGW           | [ 3 ]  |
| PC Gamer (US) | 88 %   |
| PC Zone       | 85/100 |

Dle německého týdeníku Die Zeit se trilogie Realms of Arkania, včetně Star Trail, dočkala komerčního úspěchu a kladného přijetí u kritiky. Redaktorka Zeitu Nicole Lange napsala v září 2011, že tato trilogie překonala celosvětově 2,4 miliónu prodaných kopií.

### Recenze
- dj, OldGames 90 %[1]
- Marosh, Riki Grafika: 73 % Hudba/zvuk: 70 % Fanometr: 80 %[7]